# Toppig giftspindling
Toppig giftspindling eller spindelskivling (Cortinarius rubellus) är en giftig svamp som tillhör släktet spindlingar. Den har tidigare kallats toppig spindelskivling. Svampen innehåller ämnet orellanin, ett stabilt nefrotoxin (njurskadande gift) både vid kokning och långvarig infrysning, vilket orsakar permanenta skador på njurarna. Symptomen inkluderar nästintill upphörd urinproduktion (oliguri) inom 3–6 dagar. Årligen söker människor i Sverige vård för svampförgiftning, och förväxlingen mellan trattkantareller och toppig giftspindling är ofta de värsta fallen.

## Medicinsk användning
Enligt Börje Haraldsson, läkare och professor i njurmedicin vid Sahlgrenska universitetssjukhuset, finns det en möjlighet att giftet orellanin i svampen kan användas i de fall då njurcancer spridit sig hos patienter till andra organ, som lunga och benmärg. Statistiskt avlider hälften patienterna i denna grupp inom ett år. Metastaserna kan inte opereras eller behandlas med strålning eller cellgift, och även om det finns bromsmediciner så förlängs livstiden enbart med några månader. Med hjälp av orellaninet tros cancern kunna bekämpas, men bieffekten blir att patienten blir beroende av dialys resten av livet, eller tills transplantation kan ske. Cirka 1 000 personer per år drabbas av njurcancer i Sverige, de flesta över 60 år. Då symptom kan saknas ställs diagnosen ofta sent, när tumören hunnit växa och spridit sig till andra organ.